# Ramiz Alia
Ramiz Alia (Shkodër, Albania, 18 de octubre de 1925-Tirana, Albania, 7 de octubre de 2011) fue un político albanés, presidente de Albania entre 1982 y 1992. Siendo dirigente del Partido del Trabajo de Albania (PPSH), llegó a ser miembro de su Politburó y secretario del Comité Central. En 1982 fue elegido presidente de la Asamblea del Pueblo (Parlamento) y por tanto, jefe del Estado.

## Biografía
Nació en Shkodër el 18 de octubre de 1925 en el seno de una familia de campesinos pobres provenientes de Kosovo. Posteriormente sus padres se trasladaron a Tirana, ciudad donde pasó su infancia y cursó sus estudios. Al igual que otros contemporáneos suyos, Alia se unió a la Juventud Fascista de Albania, pero se salió del grupo en 1941. En 1943 abandonó sus estudios para unirse al Partido Comunista, y al año siguiente fue nombrado comisario político con rango de teniente coronel en la quinta división de combate del Ejército de Liberación Nacional: su habilidad en combate le atrajo la atención de Enver Hoxha y marcó el inicio de la larga relación entre ambos.
Tras el fin de la Segunda Guerra Mundial, Alia retomó sus actividades en la Juventud Comunista y durante el primer congreso del PPSH, el antiguo Partido Comunista, celebrado en noviembre de 1948, fue elegido miembro del comité central y asignado al departamento de agitación y propaganda. En 1949 fue nombrado presidente de las juventudes del partido, pero al año siguiente fue enviado a la URSS a estudiar teoría marxista-leninista, por lo que su actividad se vio interrumpida hasta su regreso a Albania en 1954: ocupó el cargo hasta el año siguiente. En 1955 fue nombrado ministro de educación, y en 1958 fue nombrado director de la sección de agitación y propaganda, cargo que ocupó hasta septiembre de 1960. En 1961 ingresó al Politburó. Al morir Hoxha en 1985, le sucedió como secretario general del PPSH, por lo que se convirtió en el máximo dirigente de Albania. En el funeral de Hoxha afirmó lo siguiente:

Albania será siempre fuerte, siempre roja, como tú la deseaste, camarada Enver

Pese a esta grandilocuente declaración, Ramiz Alia llevó a cabo una serie de reformas liberalizadoras que culminaron con la privatización de la economía y en la convocatoria de elecciones multipartidistas en 1991. Tras el triunfo del Partido Socialista de Albania (refundación del antiguo PPSH) en las elecciones, fue elegido presidente de la República, pero dimitió en abril de 1992 tras la victoria de la oposición en las elecciones generales.

### Arresto
En septiembre de 1992 fue puesto bajo arresto domiciliario acusado de corrupción y malversación de fondos públicos. El arresto domiciliario se cambió por arresto formal en agosto de 1993 y Alia fue juzgado en abril de 1994, siendo hallado culpable de los cargos en su contra y permaneciendo en prisión hasta 1997, en que escapó durante la grave crisis económico-político-social que azotó al país, aprovechando que sus guardias desertaron. Posteriormente fue absuelto de todos los cargos que pesaban sobre él.

### Muerte
Murió el 7 de octubre de 2011 debido a una enfermedad pulmonar en un sanatorio de Tirana, la capital del país.